# Nasria Baghdad-Azaïdj
Nasria Baghdad-Azaïdj (* 29. Oktober 1971) ist eine algerische Leichtathletin.
Baghdad-Azaïdj, die für den MC Alger, Al-Jaza'ir startete, vertrat ihr Land bei den Olympischen Sommerspielen 2000 sowie vier Jahre darauf. Während sie in Sydney über die 10.000 Meter startete und im ersten Vorlauf mit einer Zeit von 35:31,53 min Zwanzigste und Letzte wurde (ihre Bestzeit war fast 3 Minuten schneller), gab sie vier Jahre später ihr Marathonrennen auf. Bei den Leichtathletik-Weltmeisterschaften 2001 trat Baghdad-Azaïdj über 5000 Meter an, wurde aber disqualifiziert.
Sie ist mit dem algerischen Langstreckenläufer Yahla Azaïdj verheiratet.